# Ultima Thule (banda)
Ultima Thule é uma banda estoniana de rock formada em 1986 na cidade de Tallinn.
O líder da banda é o guitarrista e (atualmente) cantor Riho Sibul. Foi uma das mais influentes bandas estonianas nos anos 80 e 90. Seu estilo é caracterizado como uma mistura de blues-rock com letras espirituosas e influência da música folclórica estoniana.
O cantor original da banda, Tõnis Mägi saiu da banda para seguir carreira solo a partir dos anos 2000, assim como o o baterista original Peeter Jõgioja (que se apresentou no festival Eurovisão em 2004 com o grupo Neiokõsõ).

## Integrantes

### Membros atuais
- Riho Sibul - vocal, guitarra
- Raul Vaigla - baixo
- Tõnis Mägi - vocal
- Toomas Rull - bateria
- Kalle Vilpuu - guitarra
- Aare Põder - teclado

### Ex-membros
- Peeter Jõgioja - bateria
- Slava Kobrin - guitarra
- Andrus Lillepea - bateria
- Jaak Ahelik - bateria
- Silvi Vrait - vocal